# Stadion Bara
Stadion Bara – wielofunkcyjny stadion w Sokolacu, w Republice Serbskiej, w Bośni i Hercegowinie. Obiekt może pomieścić 5000 widzów i wyposażony jest w sześciotorową, tartanową bieżnię lekkoatletyczną. Swoje spotkania rozgrywają na nim piłkarze klubu OFK Glasinac 2011.
Gospodarzem stadionu jest klub piłkarski OFK Glasinac 2011, powstały w 2011 roku w miejsce FK Glasinac Sokolac. W latach 2002–2004 obiekt gościł spotkania bośniackiej Premijer ligi z udziałem tego zespołu. Oprócz spotkań piłkarskich na stadionie odbywały się również inne imprezy sportowe, m.in. zawody MOSI czy lekkoatletyczne mistrzostwa Republiki Serbskiej.